# Albany Ward
Der Albany Ward ist eine Verwaltungseinheit des Auckland Council in Neuseeland.

## Geographie
Der Albany Ward umfasst eine Fläche von 179,74 km² und reicht von der Ostküste, beginnend vom Waiwera River der Küste entlang, die Whangaparāoa Peninsula und die Insel Tiritiri Matangi Island mit einschließend, bis südlich herunter zur Campbells Bay. Von dort aus nach Westen und Südwesten, den Stadtteil Albany mit einschließend und südlich des New Zealand State Highway 18 bis einschließlich zu den Stadtteilen Hobsonville, West Harbour und Whenuapai und dann zurück nach Nordosten über Albany Hights zum New Zealand State Highway 1 und diesen entlang nach Norden bis zum Ausgangspunkt dieser Beschreibung.

## Wirtschaftsdaten
Der flächenmäßig kleinere Ward des Auckland Council im Vergleich zum nordwestlich angrenzenden Rodney Ward ist stärker besiedelt und verfügt mit seiner Einwohnerzahl von 191.700 über mehr als doppelt so viele Einwohner. Die 28.384 ansässigen Unternehmen beschäftigten 84.234 Personen. Das Bruttosozialprodukt, in Neuseeland Gross Domestic Product (GDP) genannt, betrug im Jahr 2023 eine Summe von 11,313 Mrd. NZD, mit einem Wachstum gegenüber dem Vorjahr von 2,4 % im Bereich des Hibiscus and Bays Local Board und 1,2 % im Bereich des Upper Harbour Local Board. Neuseeland insgesamt hatte im gleichen Bemessungszeitraum im Vergleich ein Wachstum von 2,9 %. Die Bauindustrie hatte 2023 im Bereich des Hibiscus and Bays Local Board mit 12,3 % ihren größten Anteil am GDP, gefolgt vom Einzelhandel mit 9,3 %, wohingegen im Bereich des Upper Harbour Local Board der Einzelhandel mit einem Anteil von 16,2 % am GDP vorne lag und mit 11,3 % vom Bereich freiberufliche, wissenschaftliche und technische Dienstleistungen gefolgt wurde.

## Politische Führung des Albany Ward
Die politische Führung des Auckland Council erfolgt durch den Mayor (Bürgermeister) und 20 Ward Councillors (Ward Stadträte) und in jedem der dreizehn vorhandenen Wards noch einmal durch eine unterschiedliche Anzahl von Mitglieder, die in Local Boards organisiert sind. Die derzeit 21 Local Boards haben insgesamt 149 Mitglieder. Während sich die Local Boards auf die Entscheidungsfindung und Führung auf kommunaler Ebene konzentrieren, befassen sich der Mayor mit den Councillors mit dem großen Ganzen der Stadt und mit den strategischen Entscheidungen für das gesamte Stadtgebiet des Auckland Council.
Für den Albany Ward sind zwei Councillors (Stadtrat) zuständig und auf lokaler Ebene 8 Local Board Mitglieder im Hibiscus and Bays Local Board und 6 Local Board Mitglieder im Upper Harbour Local Board. Der Hibiscus and Bays Local Board enthält zudem zwei Subdivisions, die Hibiscus Coast Subdivision und die East Coast Bays Subdivision.